# Limenitis falcata
Limenitis falcata är en fjärilsart som beskrevs av Frederick DuCane Godman och Osbert Salvin 1878. Limenitis falcata ingår i släktet Limenitis och familjen praktfjärilar. Inga underarter finns listade i Catalogue of Life.